# Egidio Eronico
Egidio Eronico (* 17. August 1955 in Rom) ist ein italienischer Filmregisseur und Drehbuchautor.

## Leben
Eronico schloss 1982 in Architektur ab; seit Mitte der 1970er Jahre drehte er zahlreiche Super-8-Filme als Filmamateur. 1979 inszenierte er den kurzen Penultimi pensieri und war im Jahr darauf als Darsteller für Franco Fioravantis Nina tätig. Nach Videoarbeiten gründete er mit Sandro Cecca die Produktionsgesellschaft „Mambo Film“ und drehte zusammen mit seinem Partner einige Spielfilme, ie zwar nur auf geringen Publikumszuspruch stießen, ihn jedoch bei Kritikern als ein vielversprechendes Talent des jungen italienischen Films auswiesen.
Sein bester Film dieser Jahre ist der 1988 entstandene Stesso sangue, dessen Fotografie als superb bezeichnet wurde. Ab 1992 inszenierte er dann ohne Cecca; Annata di pregio wurde in Venedig präsentiert, erhielt aber später aufgrund seiner nonkonformistischen Art nur nächtliche Fernseheinsätze. Auch seine folgenden Filme sind schwer entschlüsselbare Werke. 2003 erschien der prominent besetzte (Charlton Heston, Thomas Kretschmann) My Father, Rua Alguem 55555 über Josef Mengele.
Eronico hält Seminare zu Drehbuchautorenschaft und Regie; 2007 erarbeitete er eine 12-teilige Radiodokumentation für Rai International.

## Filmografie (Auswahl)
- 1986: Viaggio in città
- 1988: Stesso sangue
- 1992: Annata di pregio
- 2002: My Father, Rua Alguem 5555